# اوسوالدو بایر
اوسوالدو بایر (انگلیسی: Osvaldo Bayer; ۱۸ فوریهٔ ۱۹۲۷ – ۲۴ دسامبر ۲۰۱۸) فیلم‌نامه‌نویس، تاریخ‌نگار، روزنامه‌نگار، نویسنده، استاد دانشگاه، و زندگی‌نامه‌نویس اهل آرژانتین بود. او در ۱۹۷۴ در بوئنوس آیرس زندگی می‌کرد. وی در دوران رئیس‌جمهور ایزابل پرن، در تبعید زندگی کرد، او در شهر لینز ام ایالت راین، آلمان ساکن بود، او در سراسر دوران دیکتاتوری (۱۹۷۶–۱۹۸۳)، در تبعید به سر برد.

## زندگی‌نامه
اسوالدو بایر، آنارشیستی بود که عزت نفس داشت. از آن آنارشیست‌های معتقد به پاسیفیست بود. اوسوالدو در سانتا فه متولد شد و در برنال و در محله اصلی بلگرنو پرجمعیت‌ترین بخش پایتخت بوئنوس آیرس بزرگ شد. پدر و مادر او در شهر پاتاگونیا ریو گالگوس زندگی می‌کردند، تجربه ای که بعداً الهام بخش شورشگری در او شد وقایعی بود که در پاتاگونیا رخ داد، خاطره قابل توجه قتل‌عام کارگران روستایی بود.
سپس در یک شرکت بیمه در بخش تجاری دریایی به عنوان شاگرد راننده مشغول به کار شد، او در سال‌های ۱۹۵۲ تا ۱۹۵۶ در دانشگاه هامبورگ آلمان تحصیل کرد و عضو اتحادیه دانشجویان سوسیالیست شد.
پس از بازگشت به آرژانتین، او خود را وقف روزنامه‌نگاری و پژوهش در مورد تاریخ آرژانتین کرد و همچنین فیلم‌نامه‌نویسی و به تصویر کشیدن آن. او برای یک سال در رشته پزشکی تحصیل کرد، سپس به تحصیل فلسفه در بوینس آیرس پرداخت.
او همچنین گروه حقوق بشر را در دانشکده فلسفه و علوم انسانی دانشگاه بوینس آیرس تأسیس کرد.
او در مقابل سوسیالیستهای آرژانتینی به فدراسیون آزادیخواهان آرژانتین (FLA) پیوست که از سیاست‌های سوسیالیست محلی تبعیت نمی‌کردند، یعنی به ادبیات آنارشیستی خود هنگامیکه در اتحادیه دانشجویان سوسیالیستی آلمان بود بازگشت.
او همچنین گروه حقوق بشر را در دانشکده فلسفه و علوم انسانی دانشگاه بوئنوس آیرس تأسیس کرد.
اسوالدو در روزنامه‌های نوتیسیاس گرافیکاس، کلارین و اسکوئل، همچنین روزنامه محلی در شهر پاتاگونیان اسکوئل مشغول به کار شد. در سال ۱۹۵۸او مجله لاچیسپا ("اخگر") را تأسیس کرد، که اولین روزنامه مستقل در تاریخ پاتاگونیا به‌شمار می‌رود.
بایر تنها پس از انتخابات سال ۱۹۸۳ رائول آلفونسین و استقرار دموکراسی در آرژانتین به این کشور بازگشت. در سال ۱۹۸۴، او در همکاری با خوان گلمن یک شاعر آرژانتینی به تهیه گتابی در مورد تبعید پرداخت.
بهترین کتاب برند در مورد سورینو دی جیوانی یک آنارشیست ایتالیایی توسط پرزیدنت رائول آلبرتو لاستیری (۱۹۷۳) ممنوع شد. همچنین کتاب لا پاتاگونیا ربلد متوقف شد، دومین اثر برند در مورد ایزابل پرون بود؛ سایر کتاب‌های او پس از جابجایی قدرت در سال ۱۹۷۶ توسط ارتش سوزانده شدند. فرانچسکو روسی، که سناریو توقف مسیح در ایبولی را نوشت، طرح ساخت یک فیلم سازگار با کتاب خود «دی جیووانی» تهیه کرد، اما پس از بمب‌گذاری پیازا فونتانا در ۱۹۶۹، این پروژه را متوقف کرد و گفت زمان مناسبی برای ساخت یک فیلم در مورد تروریست نیست.
بایر در تاریخ ۲۴ دسامبر ۲۰۱۸ در بوئنوس آیرس در سن ۹۱سالگی درگذشت.

## گذار به دموکراسی
در ۲۰ آوریل ۲۰۰۳ به خاطر فعالیت‌های حقوق بشری‌اش به او جایزه‌ای در زمینه حقوق بشر ادبیات و روزنامه‌نگاری از طرف دانشگاه ایالتی بوئنوس آیرس اعطا شد. این همزمان بود با زمانی که اوسوالدو به زور به تبعید فرستاده شد.

بایر درگیر مبارزه‌ای برای کسب حقوق بومی شد. پانزده روز پس از آنکه بایر به عنوان شهروند برجسته بوئنوس آیرس توسط شهردار آنیبال ایبار معرفی شود، توسط مجلس سنا به (ابتکار ادواردو منم) برای ارائه یکپارچگی پاتاگونیا آرژانتینی و شیلی به عنوان اولین گام به منظور شکل‌دادن یک بازار مشترک در آمریکای لاتین. .
در سال ۲۰۰۸، او با روزنامه پاگینا ۱۲همکاری‌اش را آغاز کرد، سپس خورخه لاناتا را بنیاد گذاشت. او نویسنده سناریو فیلم «لاپاتاگونیا ریبلد» بود که از کتاب خود او اقتباس شده بود به کارگردانی هکتور الیویرا، که در سال ۱۹۷۴ در جشنواره بین‌المللی فیلم برلین جایزه خرس نقره ای را از آن خود کرد. او همچنین فیلمنامه فیلم «لا امیگا» ۱۹۸۸ را، که یک نمایش در دیکتاتوری است را به رسته تحریر درآورد.